# Vol Ukraine International Airlines 752
Le 8 janvier 2020, le Boeing 737-800 effectuant le vol Ukraine International Airlines 752 (PS 752), un vol international régulier de passagers devant relier Téhéran, capitale de l'Iran, à Kiev (Ukraine), est abattu par erreur par la défense anti-aérienne iranienne peu après son décollage de Téhéran,,. Les 176 personnes à bord, dont 138 se rendaient au Canada, périssent dans l'accident.  
C'est le premier accident mortel de l'histoire de la compagnie Ukraine International Airlines et le plus meurtrier survenu en Iran, depuis l'accident d'un Iliouchine Il-76 en 2003 qui avait provoqué la mort de 275 Gardiens de la révolution. C'est également le plus grave pour le Canada depuis celui du vol Air India 182 en 1985, qui a coûté la vie à 268 Canadiens, ainsi que le deuxième crash le plus meurtrier de l'histoire impliquant un Boeing 737 NG, derrière celui du vol Jeju Air 2216 survenue près de cinq ans plus tard.
Le crash a lieu alors que la défense aérienne iranienne est en état d'alerte en raison d'une grande tension entre l'Iran et les États-Unis. Dès le lendemain de l'accident, le Premier ministre canadien Justin Trudeau déclare que le Boeing aurait été abattu par un missile sol-air Tor-M1, se basant sur les informations des services de renseignement alliés, ce qui est initialement réfuté par les autorités iraniennes. Le 11 janvier, celles-ci admettent avoir abattu l'avion par erreur et précisent le 21 janvier qu'il y a eu deux tirs de missiles. La révélation de la tentative de dissimulation de la responsabilité des forces armées par le gouvernement entraine une reprise des manifestations antigouvernementales dans le pays.

## Contexte
Le crash a lieu dans un contexte de grande tension entre l'Iran et les États-Unis. 
Cinq jours plus tôt, le général Qassem Soleimani a été tué par les États-Unis lors d'une attaque aérienne à l'aéroport de Bagdad, en Irak. Le 4 janvier, le président Trump avertit Téhéran dans un tweet que les États-Unis ont identifié 52 sites en Iran et les frapperont « très rapidement et très durement » si la République islamique attaque du personnel ou des objectifs américains. Il écrit également que certains de ces sites iraniens « sont de très haut niveau et très importants pour l’Iran et pour la culture iranienne ». « Les États-Unis ne veulent plus de menaces » conclut-il enfin . 
La veille de l'accident, au moins 56 personnes sont mortes et 212 autres ont été blessées dans un mouvement de foule à Kerman lors des obsèques de Soleimani. Quelques heures avant le crash, une vingtaine de missiles balistiques avaient été tirés par l'Iran sur des cibles américaines en Irak en riposte à la mort de Soleimani et auraient tué 80 personnes selon la télévision d'État iranienne, mais aucune selon les forces armées irakiennes et les sources occidentales,.

## Appareil
L’avion impliqué est un Boeing 737-8KV, un biréacteur court/moyen-courrier immatriculé UR-PSR (numéro de série 38124/5977) et propulsé par deux moteurs CFM International CFM56-7B24E ; il a effectué son premier vol le 21 juin 2016 et été livré à Ukraine International Airlines à la mi-juillet de la même année. 
Cet appareil, le premier 737-800 acheté par la compagnie aérienne, était âgé de trois ans et sept mois au moment de l’accident. L'avion était bien entretenu, la compagnie aérienne affirmant qu'il avait été inspecté deux jours seulement avant le crash.

## Équipage
Le commandant de bord Volodymyr Gaponenko totalisait 11 600 heures sur Boeing 737 dont 5 500 en tant que commandant de bord. Le copilote Serhii Khomenko avait 7 600 heures à son actif sur Boeing 737. Ils étaient accompagnés d'un pilote instructeur, Oleksiy Naumkin, qui avait enregistré 12 000 heures sur Boeing 737 dont 6 600 en tant que commandant de bord. Le personnel navigant commercial (PNC) comptait six hôtesses de l'air en cabine.

## Accident
Le vol, exploité par Ukraine International Airlines, porte-drapeau et plus grande compagnie aérienne de l'Ukraine, devait relier l’aéroport Imam-Khomeini de la capitale iranienne Téhéran à l’aéroport Boryspil de la capitale ukrainienne Kiev.  
Le Boeing 737-800 transportait 167 passagers et neuf membres d’équipage. Le décollage, prévu à 5 h 15 locales (UTC + 3 h 30), a été retardé et a finalement eu lieu en piste 29 droite à 6 h 12. Les données de vol transmises par ADS-B et recueillies par Flightradar24 sont normales. La réception s'arrête brutalement à 6 h 14, en montée, moins de trois minutes après le décollage. La dernière altitude-pression transmise est de 2 415 m (7 925 ft), soit 1 400 m environ au-dessus de l'altitude de décollage,. La vitesse était alors de 275 nd (509 km/h). Aucune communication alarmante ou appel de détresse n'a été reçu par le contrôle aérien. 
L'avion s'écrase à 6 h 22, dans un parc de loisirs de Chahriar, à une vingtaine de kilomètres à l’ouest de Téhéran.  
Selon un porte-parole du ministère iranien des Routes et des Transports, un incendie s'est déclaré dans l'un de ses moteurs CFM56, suivi d'une perte de contrôle de l'appareil. Selon l'agence d'information ISNA, l’avion faisait face à des difficultés techniques. L’ambassade ukrainienne en Iran met en cause initialement une « panne d’un moteur de l’appareil due à des raisons techniques ». Initialement, les services de renseignement occidentaux privilégient également la cause accidentelle.  
L'hypothèse que l'avion ait été touché par des missiles anti-aériens prend vite de l'ampleur. Elle est rapportée notamment par le journal jordanien Al-Hadath (en), et jugée plausible par des experts en sécurité en raison de la tension entre l'Iran et les États-Unis : les attaques iraniennes ciblant les bases américaines en Irak se sont terminées environ 4 h avant le crash, et la défense anti-aérienne iranienne était en alerte par crainte de représailles américaines. 
Le Boeing d'UIA aurait fait demi-tour par la droite vers l'aéroport, en feu, avant son écrasement au sol,. Le rapport préliminaire de l'organisation d'aviation civile iranienne laisse entendre que des personnes dans un autre avion auraient été témoins oculaires. Plusieurs vidéos circulent sur internet (et par Ali Hashem TV) qui montrent l'avion en feu lors de sa descente et une explosion à l'impact au sol. 

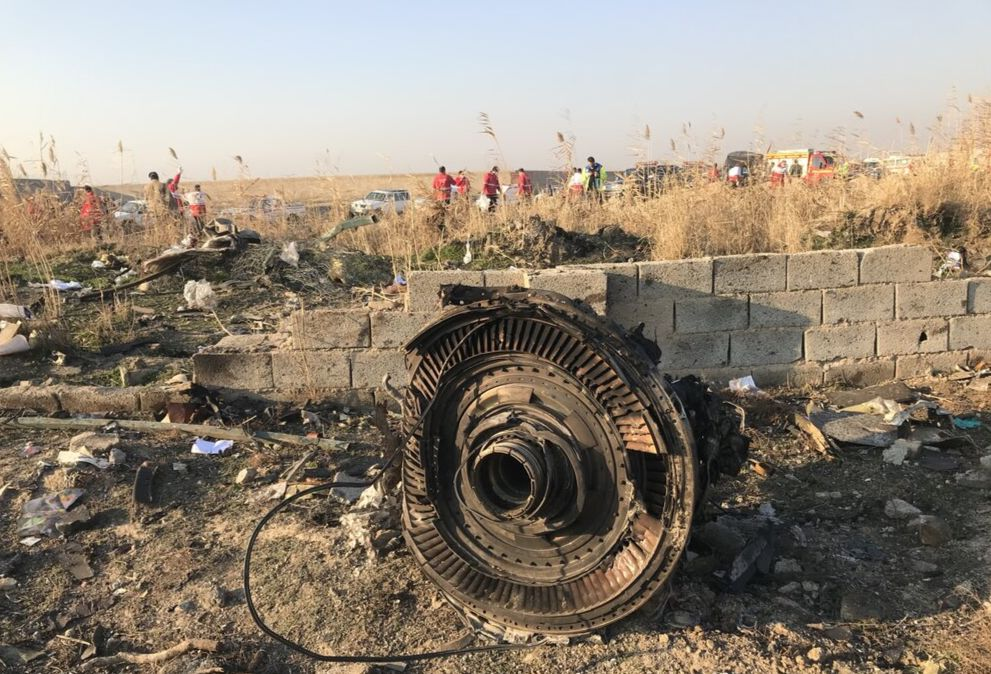
Photographie montrant l'épave du vol 752 avec le reste d'un moteur au premier plan.

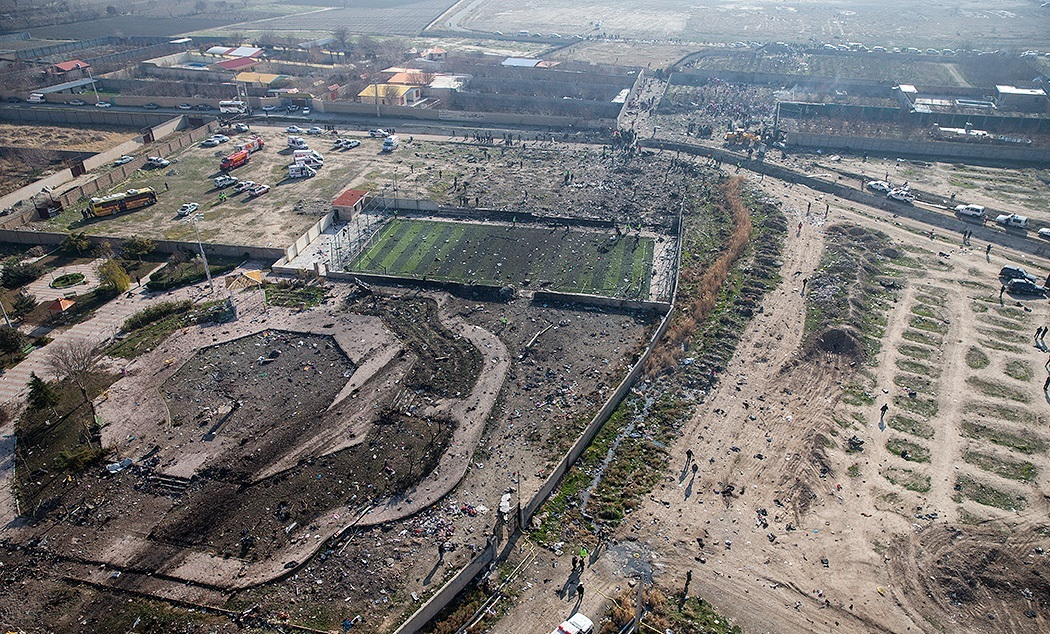
Vue aérienne de la zone du crash dans le sud de Téhéran.

Le 9 janvier 2020, le New York Times publie une vidéo qui semble montrer un lancement de missile qui explose en touchant un avion. L'avion prend feu mais continue son vol. La vidéo a été localisée comme étant prise dans la ville nouvelle de Parand (en), et l'angle de vue correspond à la position et à la  trajectoire connue de l'avion au moment où le contact a été interrompu. Le Times dit avoir vérifié plusieurs autres vidéos montrant ensuite l'avion en feu en direction de l'aéroport, et son explosion à l'impact avec le sol. Des restes de missile sont retrouvés au sol à proximité.
Des sources concordantes au Pentagone et dans les services de renseignement alliés affirment que l'avion aurait été abattu accidentellement par un missile sol-air Tor-M1. Des émissions radar, ainsi que deux flashes infra-rouges correspondant à des départs de missiles auraient été détectés. Des fragments de missile Tor auraient été retrouvés non loin du site du crash, ce que les autorités iraniennes ont initialement démenti, précisant que l'hypothèse d'un missile était à écarter. Le secrétaire du Conseil de défense et de sécurité nationale d'Ukraine Oleksiy Danilov estime alors que cette hypothèse est envisagée, au même titre qu'une panne, une collision avec un drone ou un autre aéronef, ou une action terroriste. 
Le même jour, le Premier ministre canadien Justin Trudeau déclare : « Nous avons des informations de sources multiples, notamment de nos alliés et de nos propres services [qui] indiquent que l’avion a été abattu par un missile sol-air iranien. Ce n’était peut-être pas intentionnel ». Le Premier ministre britannique Boris Johnson le confirme. 
Le 10 janvier, le président de l'Organisation de l'aviation civile iranienne (en) (CAO), Ali Abedzadeh, dément catégoriquement ces allégations, déclarant « une chose est sûre, cet avion n'a pas été touché par un missile » .
Toutefois, le 11 janvier 2020, l'état-major des forces armées iraniennes admet la responsabilité de la catastrophe et reconnaît une « erreur humaine », l'avion ayant été engagé par erreur par deux missile surface-air. Le général de brigade Amir Ali Hajizadeh, commandant de la Force aérospatiale de l'armée des Gardiens de la révolution islamique déclare endosser « la responsabilité » de cette erreur en précisant  que « l'opérateur chargé de tirer le missile a fait feu sans pouvoir obtenir la confirmation d'un ordre de tir à cause d'un «brouillage» des télécommunications. Le soldat a pris l'avion pour un «missile de croisière», il a eu «10 secondes pour décider» mais «a pris la mauvaise décision». » Selon l'état-major, « le coupable » de cette erreur doit être traduit «immédiatement» en justice. Le 21 janvier, l'Organisation de l'aviation civile iranienne précise que ce sont deux missiles qui ont abattu l'avion, confirmant ainsi une information du New York Times qui avait publié le 15 janvier une vidéo montrant que deux missiles Tor-M1 avaient été tirés en direction de l'appareil.

## Passagers

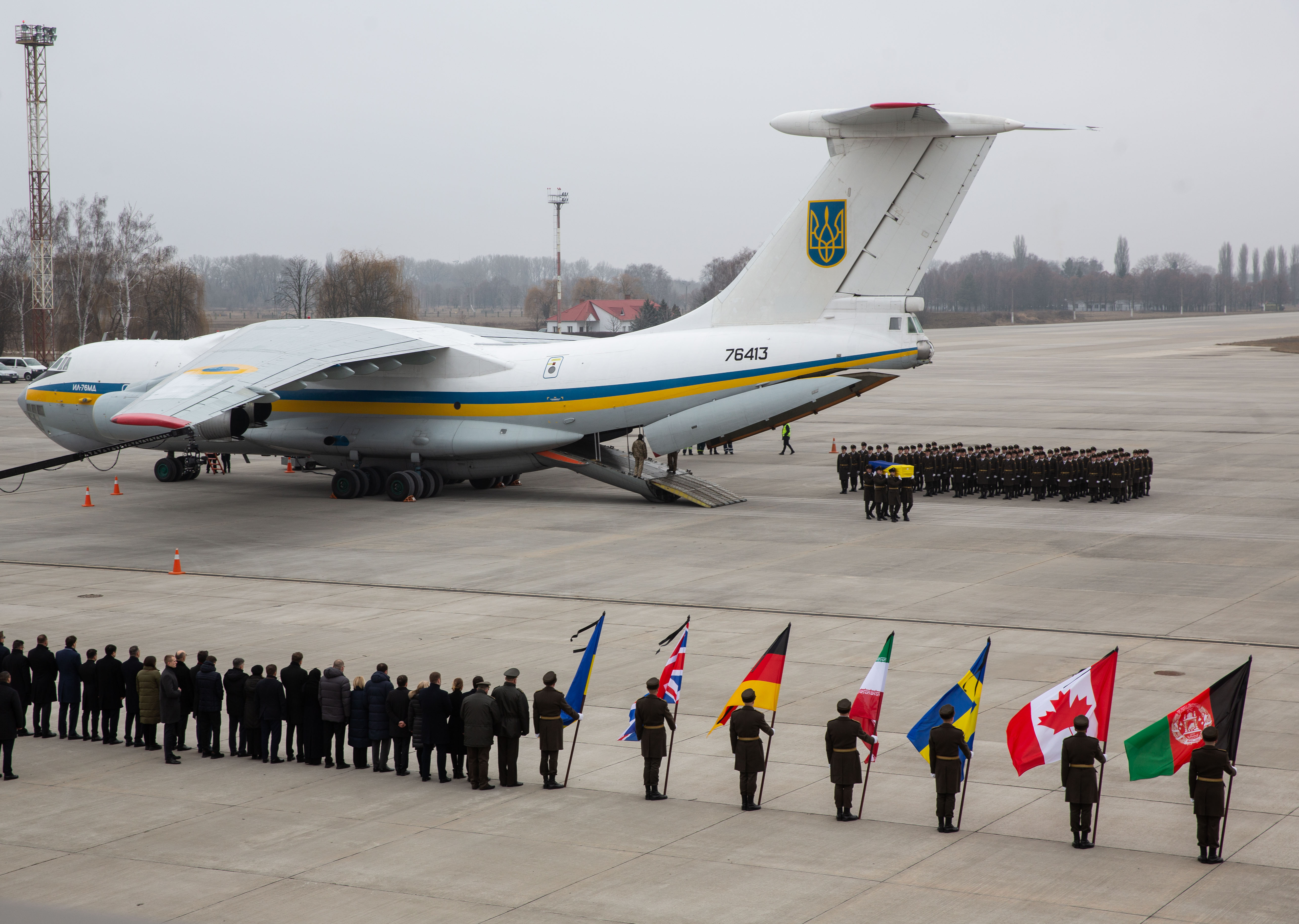
Commémoration des victimes de l'accident d'avion en Iran à l'aéroport de Kiev Boryspil

Outre les neuf membres d'équipage, l'avion transportait 167 passagers et il y avait donc 176 personnes à bord (la destruction de l'appareil n'ayant laissé aucun survivant). Après l'accident, des informations contradictoires ont circulé sur leur nationalité. Des responsables iraniens ont affirmé que 147 des 176 personnes à bord étaient iraniennes. En définitive, selon le manifeste des passagers, il y avait à bord quatre-vingt-deux Iraniens et soixante-trois Canadiens. Au total 138 passagers avaient une correspondance à Kiev pour le Canada, la plupart faisant partie de la diaspora iranienne au Canada, parmi eux se trouvait le scientifique canadien Forog Khadem, docteur en immunologie,, qui compte 210 000 personnes en 2016. Il y avait onze Ukrainiens à bord du vol (dont les neuf membres d'équipage)[réf. souhaitée].  
| Nationalité | Passagers | Équipage | Total |
| ----------- | --------- | -------- | ----- |
| Iran        | 82        | 0        | 82    |
| Canada      | 63        | 0        | 63    |
| Ukraine     | 2         | 9        | 11    |
| Suède       | 10        | 0        | 10    |
| Afghanistan | 4         | 0        | 4     |
| Allemagne   | 3         | 0        | 3     |
| Royaume-Uni | 3         | 0        | 3     |
| Total       | 167       | 9        | 176   |

## Enquête
Le jour même du crash, le porte-parole de l'Organisation de l'aviation civile iranienne (en) (OAC), Reza Jafarzadeh, déclare qu'une équipe d'enquêteurs a été envoyée sur le site de l'accident. Le gouvernement ukrainien a également envoyé des experts à Téhéran pour participer à l'enquête (dont certains ayant participé à celle du vol MH 17), abattu par un missile en Ukraine en 2014. 
Le président ukrainien, Volodymyr Zelensky, a donné instruction au procureur général ukrainien d'ouvrir une enquête criminelle sur l'accident[réf. nécessaire]. L'ambassade ukrainienne en Iran a déclaré que certains détails indiquaient a priori une panne de moteur ; elle a également publié une déclaration excluant le terrorisme, mais a rapidement retiré cette déclaration sans explication. 
Le même jour, en fin de matinée, les boîtes noires de l'appareil sont retrouvées. Selon l'agence de presse semi-officielle Mehr les autorités iraniennes ont déclaré ne pas avoir encore déterminé vers quel pays elles seraient envoyées pour analyse, mais que ce ne serait pas les États-Unis. Malgré l'absence de relations diplomatiques avec l'Iran depuis 2012, le Premier ministre du Canada, Justin Trudeau, a déclaré que son pays voulait jouer un rôle important dans l'enquête et proposé l'aide de ses experts.
Dans un rapport préliminaire du 8 janvier 2020, l'OAC confirme que l'avion s'est écrasé, en feu, avec une trajectoire de retour vers l'aéroport. Les boîtes noires (CVR et FDR) ont subi des dommages superficiels dus au feu et à l'impact. Conformément à l'annexe 13 de l'OACI, les autorités de l'Ukraine, des États-Unis, de la Suède et du Canada ont été conviées à prendre part à l'enquête. Le rapport précise qu'un groupe de travail se consacre aux explosifs.
Le 9 janvier 2020, des publications montrent des engins de terrassement en train de nettoyer le site du crash. Des spécialistes des catastrophes aériennes expriment leur gêne devant de telles opérations, de nature à altérer le site avant qu'une enquête poussée puisse y être menée. L'Iran nie alors, par la voix de son ambassadeur en Grande-Bretagne, être en train d'altérer le site.
Le 10 janvier 2020, le gouvernement iranien autorise les enquêteurs ukrainiens à analyser les enregistreurs de vol et à visiter le site du crash.
Le procès de dix militaires impliqués dans le tir contre l'avion s'ouvre en novembre 2021 à Téhéran. Leurs noms ne sont pas communiqués. Le 16 avril 2023, il est annoncé que le premier accusé, le commandant du système de défense Tor M-1, est condamné à dix ans de prison pour avoir bravé les ordres de sa hiérarchie en abattant l'avion, et que les neuf autres militaires ont été condamnés à des peines allant de un à trois ans de prison,.

## Réactions

### En Iran
Alors que les autorités niaient depuis trois jours leur responsabilité dans l'accident, le Corps des Gardiens de la révolution islamique finit par reconnaître le 11 janvier 2020 avoir abattu l'avion après l'avoir pris pour une cible hostile. Le président iranien Hassan Rohani déclare regretter profondément ce crash, « une grande tragédie et une erreur impardonnable », dans laquelle « des missiles lancés par erreur ont provoqué l'écrasement de l'avion ukrainien et la mort de 176 innocents ». Le ministre des Affaires étrangères iranien Mohammad Javad Zarif déclare qu'une « erreur humaine en des temps de crise causée par l'aventurisme américain a mené au désastre ».
Les mensonges des autorités iraniennes au sujet du crash déclenchent une nouvelle vague des manifestations anti-régime ayant secouées le pays l'année précédente,. La première d'entre elles a lieu le 11 janvier à l’université Amir-Kabir de Téhéran en hommage aux victimes du Boeing et ont exprimé leur colère. Dénonçant « les menteurs » et réclamant des poursuites contre les responsables du drame et ceux qui auraient tenté de les couvrir, le mouvement se propage ensuite à une dizaine de villes les jours suivants,, dont Ispahan, Racht, Chiraz, Tabriz et Kerman.
Les manifestants réclament des poursuites contre les responsables à l'origine du drame, tandis qu'Ali Rabiei (en), porte-parole du gouvernement, dément tout mensonge. Jonathan Piron, historien, souligne que l'accusation de mensonge « est extrêmement grave dans la culture perse ». Les Gardiens de la révolution se voient également reprocher leur incompétence. Des slogans hostiles à la République islamique et au Guide suprême, tels que « Mort au dictateur », sont de nouveau entonnés,,. Fait extrêmement rare, la télévision d’État fait mention de la première manifestation à l’antenne, et relève que les étudiants ont scandé des « slogans antirégime ». Des affiches du Guide suprême Ali Khamenei sont déchirées et piétinées. Sur les réseaux sociaux, des images montrent des manifestants contournant des drapeaux américains placés au sol au lieu de les piétiner. 
Nombre d'Iraniens qui se gardaient habituellement de critiquer le régime, expriment leur indignation sur Instagram. De nombreuses personnalités comme l'athlète Kimia Alizadeh, ainsi que des comédiennes, acteurs, musiciens et réalisateurs, ayant fait toute leur carrière sous la République islamique, critiquent vivement les autorités ;  plus d’une quarantaine d’entre elles annoncent leur boycott du Festival du film de Fajr.
Dans une de ses rares interventions, lors de la grande prière du vendredi le 17 janvier, le guide suprême d'Iran, l'ayatollah Ali Khamenei laisse entendre que les manifestations contre le pouvoir survenues chaque jour depuis le 11 janvier, quand l'Iran a reconnu sa responsabilité dans la catastrophe aérienne, étaient loin de traduire l'opinion de la majorité des Iraniens. Le guide suprême attaque les États-Unis, évoquant les « clowns américains » qui mentent selon lui « de la façon la plus vicieuse » . Il ajoute : « Ce drame est un accident amer qui a brûlé notre cœur. Mais certains ont essayé de l'utiliser pour faire oublier le grand martyre et sacrifice de Qassem Soleimani ». Il ajoute : « J’exprime ici une fois encore ma sympathie avec les victimes du crash, et remercie les parents et les familles endeuillées de s’être opposés au complot de l’ennemi malgré la tragédie », assurant que « des efforts seraient faits pour prévenir ce type d’événement à l’avenir »[réf. souhaitée].
L'Iran annonce fin 2020 le versement de 150 000 dollars à chacune des familles des 176 victimes du crash.

### À l'étranger
- Canada : Au Canada, qui a perdu plusieurs dizaines de ressortissants dans la catastrophe, le Premier ministre Justin Trudeau se dit « furieux » et appelle Téhéran à en « assumer l'entière responsabilité », y compris financière[52]. Il accuse les États-Unis d’avoir envenimé la situation avec la frappe qui a éliminé le général Soleimani et estime que sans ce regain de tension l'accident n'aurait pas eu lieu[60].

- Russie : Le 17 janvier, le ministre des affaires étrangères russe Sergueï Lavrov déclare que cette tragédie montre qu'il est temps pour l'Iran et les États-Unis d'amorcer une désescalade. Disant ne vouloir disculper personne, il affirme qu'au moment où le Boeing a été abattu, l'Iran s'attendait à une frappe américaine, et qu'au moins six F-35 américains étaient en vol près de la frontière de l'Iran[61].

- Chine : Le 13 janvier, le ministère des Affaires étrangères de la Chine exprime ses condoléances aux parents de ceux qui sont morts dans l'accident du Boeing ukrainien, qualifiant celui-ci de « tragédie » tout en évitant de mentionner Washington ou Téhéran. Geng Shuang, un porte-parole du ministère chinois des Affaires étrangères déclare que « la Chine est attristée par le crash du Boeing ukrainien » et que « nous espérons que cet incident peut être géré correctement afin d’éviter de compliquer davantage la situation » [62].

### Dans les milieux aéronautiques
Plusieurs compagnies aériennes ont immédiatement réagi au crash en déroutant des vols qui survolaient l'Iran (et l'Irak) ou en annulant des vols vers l'Iran. De nombreuses compagnies dont LOT, Qatar Airways, Saudia, Etihad Airways, Qantas, Japan Airlines, Royal Jordanian, Azerbaijan Airlines, Singapore Airlines, Malaysia Airlines, et Pakistan International Airlines ont dérouté leurs vols pour éviter l'espace aérien iranien. Certaines compagnies de la région, dont Bahrein Airways, British Airways, SriLankan Airlines, Belavia, Korean Air, Philippine Airlines, Garuda Indonesia, Uzbekistan Airways, Royal Brunei Airlines, Kuwait Airways et EgyptAir, avaient déjà suspendu des vols vers l'Irak depuis plusieurs jours après l'assassinat du général Soleimani. Air France, Flydubai, Emirates, KLM, Lufthansa, Swiss, Vietnam Airlines, Air China, Thai Airways, Royal Air Maroc, Turkish Airlines et Ukraine International Airlines ont annulé leurs vols vers l'Iran. La Federal Aviation Administration (FAA) des États-Unis a interdit à tous les avions civils américains de survoler l'Iran, l'Irak, le golfe d'Oman ainsi que le golfe Persique. 
Le jour suivant, Aeroflot, Air Serbia, Air India, Biman, Turkish Airlines et la plupart des compagnies aériennes du Moyen-Orient ont repris leurs vols vers et au-dessus de l'Iran, la plupart en direction de destinations européennes et nord-américaines. L'OACI a adressé une recommandation de ne pas survoler l'espace aérien iranien seulement le 10 janvier, deux jours après le crash et après que les gouvernements occidentaux ont accusé l'Iran d'avoir abattu l'avion. 
Le journal ukrainien Kyiv Post pointe les analogies avec le vol Iran Air 655 abattu par les Américains en 1988 et avec le vol 17 de Malaysia Airlines également abattu en 2014 pendant la guerre du Donbass. Pour le premier, les États-Unis ont indemnisé les familles des victimes en 1996, mais n'ont pas présenté d'excuses officielles. Pour le second, le journal fait remarquer que l'Iran aurait dû fermer son espace aérien après les frappes iraniennes du 8 janvier 2020 à al-Asad et Erbil, comme aurait dû le faire l'Ukraine en 2014. Dans les deux cas, cela aurait évité une catastrophe. Andriy Guck, un avocat ukrainien spécialiste de l'aviation, ajoute que les Iraniens n'ont pas fermé leur espace aérien « parce qu’ils ont utilisé des avions de passagers comme bouclier contre les représailles potentielles des États-Unis ». Enfin, le Kyiv Post affirme qu'environ cent vols sont arrivés et partis de Téhéran le jour du crash, et qu'en particulier la Lufthansa et Austrian Airlines n'ont annulé que tardivement leurs vols, parfois jusqu'à dix heures après le crash.

## Galerie
Quelques heures après l'accident, les autorités iraniennes ont publié plusieurs clichés du lieu du crash, dont certains ci-dessous.

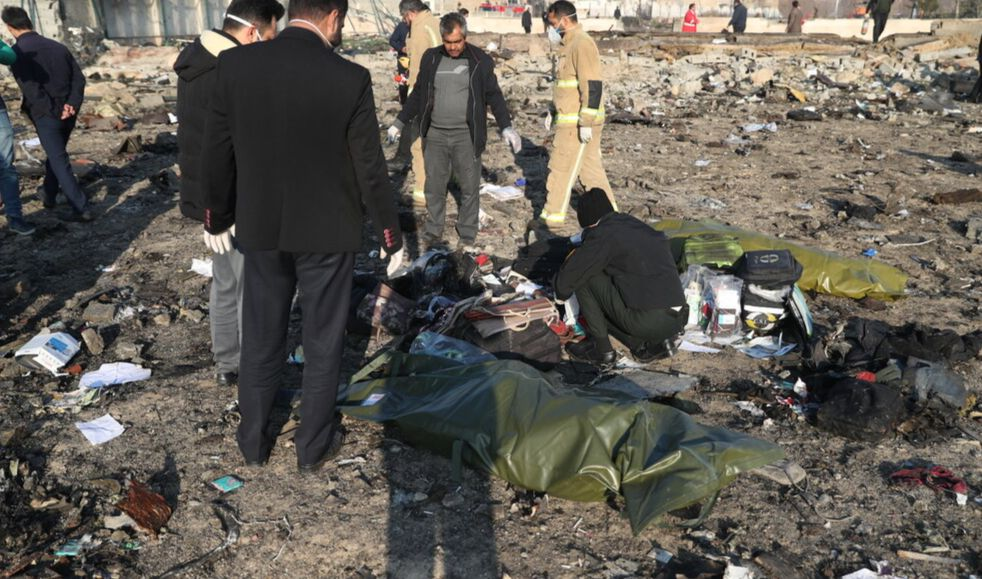
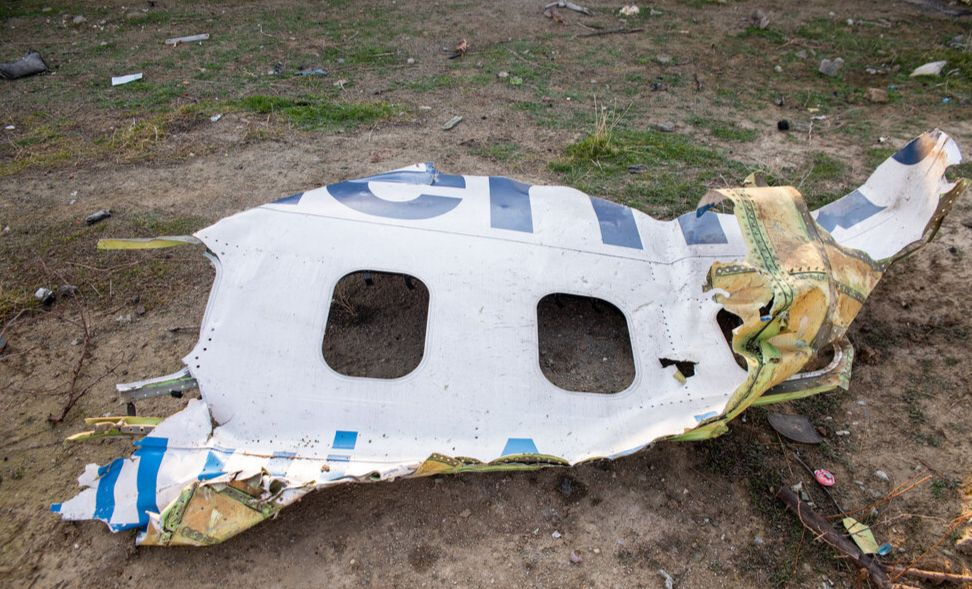
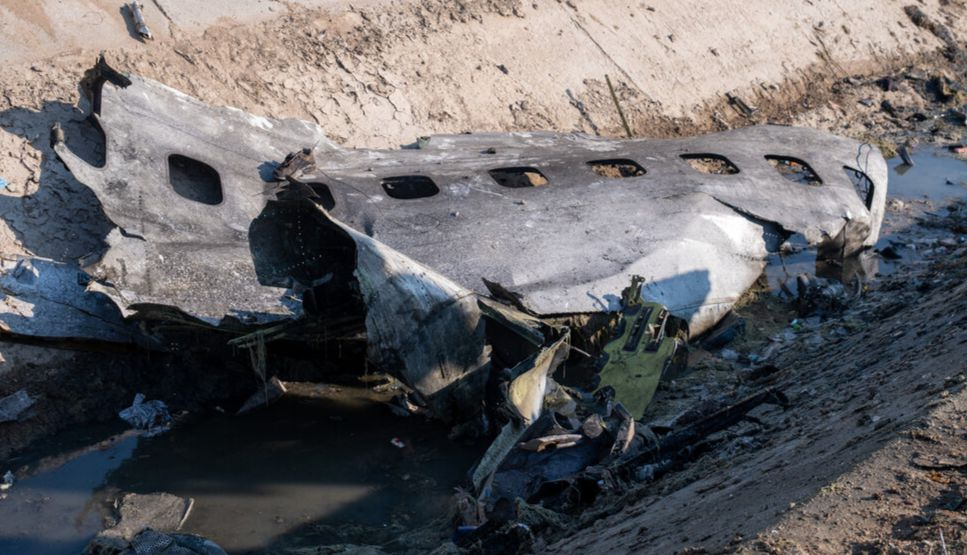
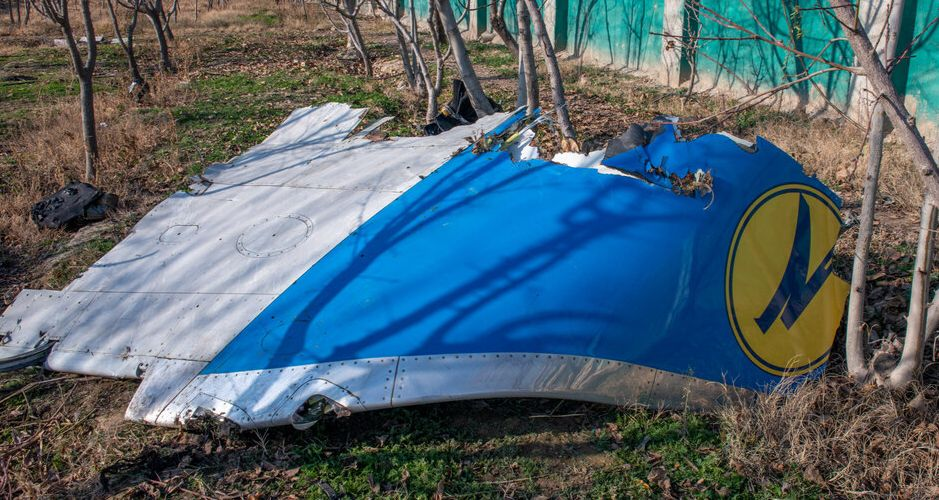
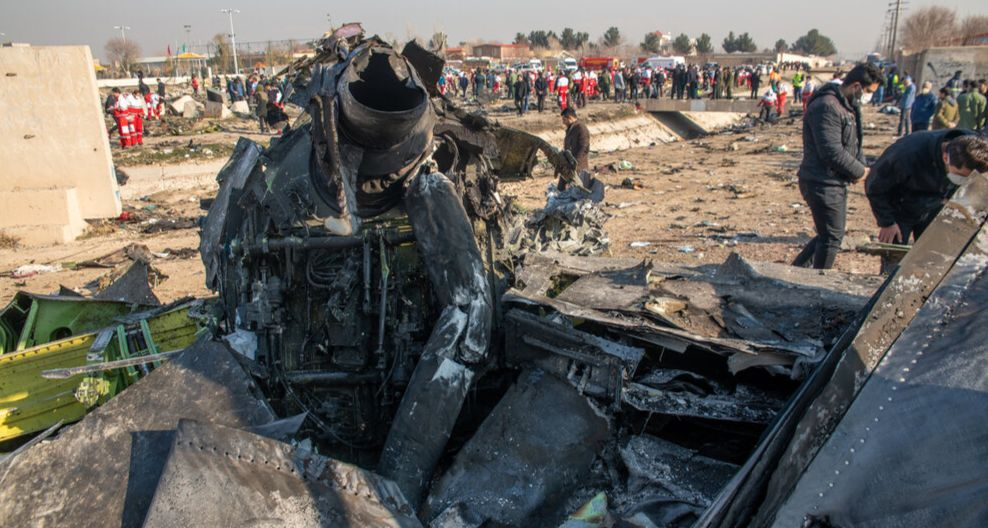
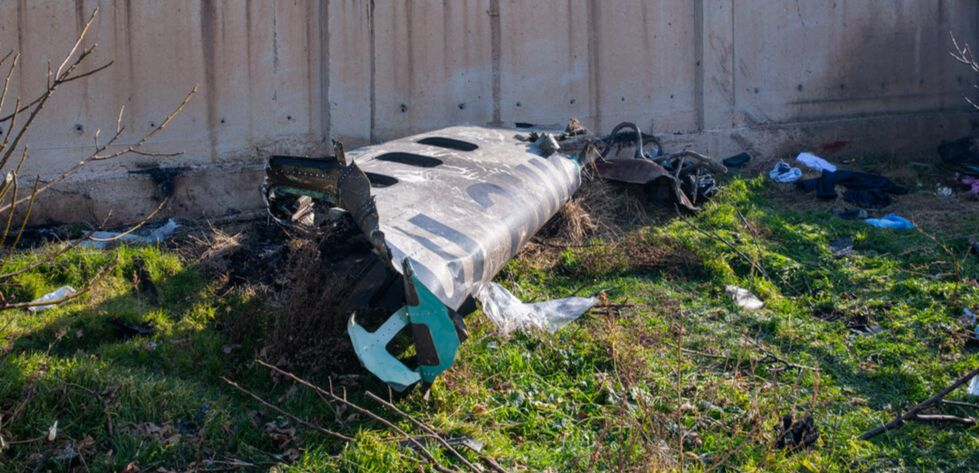
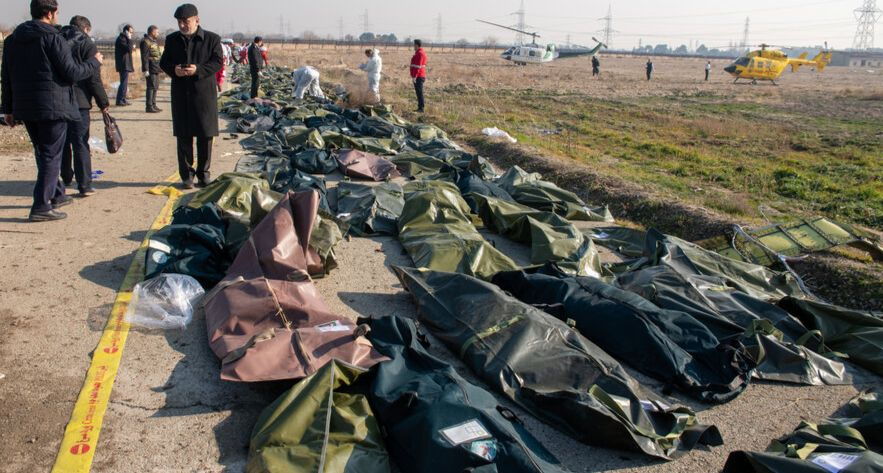
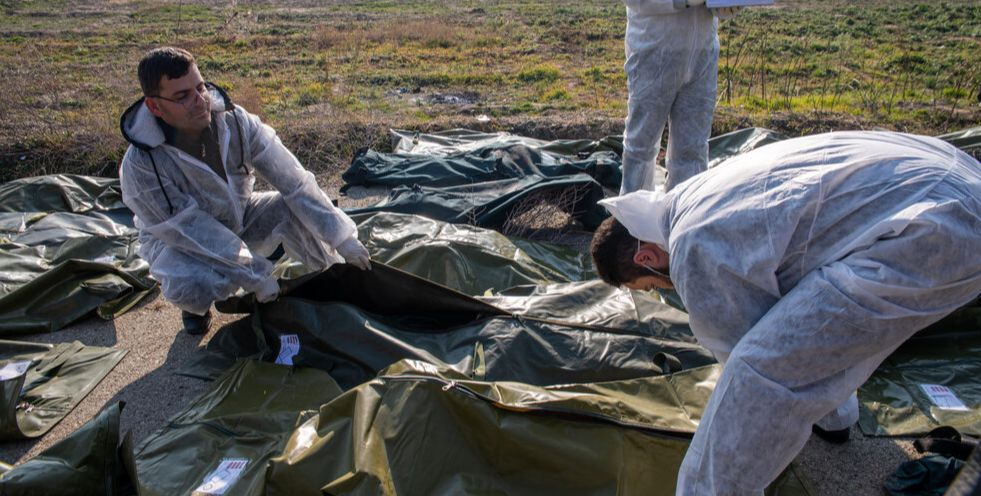
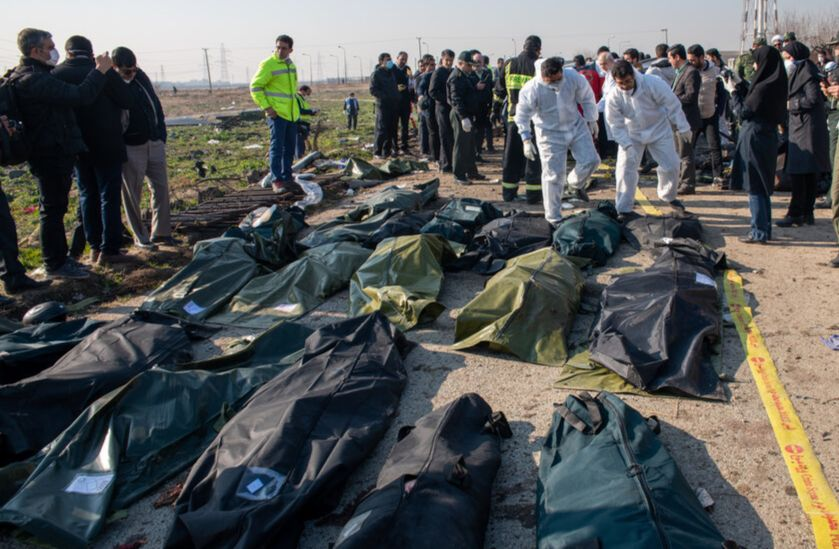